# Znamení Athény (kniha)
Znamení Athény (The Mark of Athena) je třetí díl knižní fantasy série Bohové Olympu amerického spisovatele Ricka Riordana vydaný v roce 2012.

## Děj
Proroctví sedmi se začíná naplňovat a skupina řeckých a římských polobohů (Percy, Annabeth, Leo, Piper, Jason, Frank a Hazel) se musí spojit, aby se vydali do rodiště antických bohů, do Říma a Řecka. Musí projít velkými překážkami jako je láska a přátelství. Musí rychle najít tajemná znamení Athény, zavřít bránu Smrti a zachránit Nika dřív než se probudí prastará bohyně Gaia a zničí celou civilizaci.